# Laurent Depoitre
Laurent Depoitre (* 7. Dezember 1988 in Tournai) ist ein belgischer Fußballspieler, der zuletzt beim KAA Gent spielte.

## Karriere
Am 26. März 2014 verpflichtete ihn der Erstdivisionär KAA Gent. Depoitre unterschrieb einen Dreijahresvertrag bis zum 30. Juni 2017.
Gegen Zahlung einer Ablösesumme von 40 Millionen Euro wurde dieser Vertrag im Sommer 2016 aufgelöst. Depoitre unterschrieb beim portugiesischen Verein FC Porto einen Vertrag mit einer Laufzeit von vier Jahren.
Bereits ein Jahr später wurde dieser Vertrag gegen eine Ablösesumme von 3,5 Millionen Pfund aufgelöst und Depoitre wechselte mit einem Zweijahresvertrag, mit der Option der Verlängerung um ein Jahr, zum englischen Verein Huddersfield Town. In der Saison 2017/18 spielte dieser Verein erstmals in der obersten englischen Liga, der Premier League.
In der Saison 2018/19 lief es für Huddersfield nicht so gut. Man fand sich im Tabellenkeller wieder und musste letztlich als Tabellenletzter den Abstieg in die EFL Championship hinnehmen. Auch für Depoitre lief es nicht, war er doch seit Anfang März 2019 nicht mehr Teil des Kaders der Terriers.
Zur Saison 2019/20 wechselte er zurück zum KAA Gent, wo er einen Dreijahresvertrag unterzeichnete. In der Saison 2020/21 bestritt er 23 von 40 möglichen Ligaspielen für Gent, bei denen er zwei Tore schoss, sowie ein Pokal- und drei Europapokal-Spiele einschließlich Qualifikation. Ende März 2022 wurde sein Vertrag bis zum Ende der Saison 2023/24 verlängert. In der Saison 2021/22 waren es 25 von 40 möglichen Ligaspielen, in denen er zehn Tore schoss, vier Pokalspiele und 13 Spiele in der Conference League einschließlich Qualifikation mit jeweils einem Tor. In der nächsten Saison waren es 28 von 40 möglichen Ligaspielen, bei denen fünf Tore schoss. Dabei wurde er in den Play-offs nicht eingesetzt. Dazu kamen drei Pokalspiele und 13 Spiele im Europapokal mit jeweils drei Toren. In der Saison 2023/24 kam er auf nur 12 von 41 möglichen Ligaspielen, in denen er drei Tore schoss, sowie zwei Spiele in der Conference League. Von April 2023 (in der vorherigen Saison) bis Dezember 2023 fiel er wegen eines Achillessehenrisses aus. Zur Wiedereingliederung bestritt er dabei ein Spiel bei der U 23-Mannschaft, die in der 1. Division Amateure spielt. 
Nach Ablauf seines Vertrages ist er in der Saison 2024/25 ohne Vertrag.

## Nationalmannschaft
Sein einziges Spiel für die Nationalmannschaft bestritt Depoitre am 10. Oktober 2015 im Rahmen der EM-Qualifikation gegen Andorra. Dabei schoss er auch ein Tor.
Bei den folgenden zwei Länderspielen stand er zwar im Kader, spielte aber nicht. Danach wurde er noch einmal bei zwei Freundschaftsspielen in 2017 im Kader, ohne Spieleinsatz berücksichtigt.

## Erfolge
- Belgischer Meister: 2014/15 (KAA Gent)
- Gewinner des belgischen Supercups: 2015 (KAA Gent)
- Belgischer Pokalsieger: 2022 (KAA Gent)